# The Brotherhood
The Brotherhood è il dodicesimo album in studio del gruppo musicale Pirate metal tedesco Running Wild, pubblicato il 25 febbraio 2002 dalla GUN Records.

## Tracce
1. Welcome to Hell – 4:36
2. Soulstrippers – 4:49
3. The Brotherhood – 6:51
4. Crossfire – 4:28
5. Siberian Winter – 6:29
6. Detonator – 3:53
7. Pirate Song – 3:18
8. Unation – 5:50
9. Dr. Horror – 4:55
10. The Ghost – 10:22
11. Powerride (Bonus) – 4:26
12. Faceless (Bonus) – 4:27

## Formazione
- Rolf Kasparek - voce, chitarra
- Peter Pichl - basso
- Angelo Sasso - batteria